# Callindra gigantea
Callindra gigantea är en fjärilsart som beskrevs av Johannes Karl Max Röber 1925. Callindra gigantea ingår i släktet Callindra och familjen björnspinnare. Inga underarter finns listade i Catalogue of Life.